# اچ‌نوام‌اس سونر (جی۰۳)
اچ‌نوام‌اس سونر (جی۰۳) (به انگلیسی: HNoMS Svenner (G03)) یک کشتی بود که طول آن ۳۶۳ فوت (۱۱۰٫۶۴ متر) بود. این کشتی در سال ۱۹۴۳ ساخته شد.